# Erdélyi Magyar Könyvtár
Erdélyi Magyar Könyvtár a kolozsvári Lapkiadó Nyomdai Műintézet kiadásában 1930-ban indult, nyomdatechnikailag igényes kiállítású könyvsorozat, szerkesztője Sebesi László. A borítólapok belső oldalán közölt tájékoztatások szerint "a szorosan vett magyar irodalom, tudomány és művészet szolgálatában áll" és "a magyar írók, költők, tudósok és művészek munkáinak sorozatos megismertetését adja". A rövid életű sorozat egy Kolozsvárt született fiumei tengerészkapitány, Kertész József Dalol a tenger és én hallgatom c. elbeszéléskötetével indult (Guncser Nándor "boríték"-ával, Kolozsvár, 1930; 2. kiadás Budapest, 1943). Második kötete Sebesi Samu Rica c. regénye (Kolozsvár, 1930), a harmadik Sebesi Samu A babonások c. egyfelvonásos bohózata (Kolozsvár, 1931).